# Rue Maarad

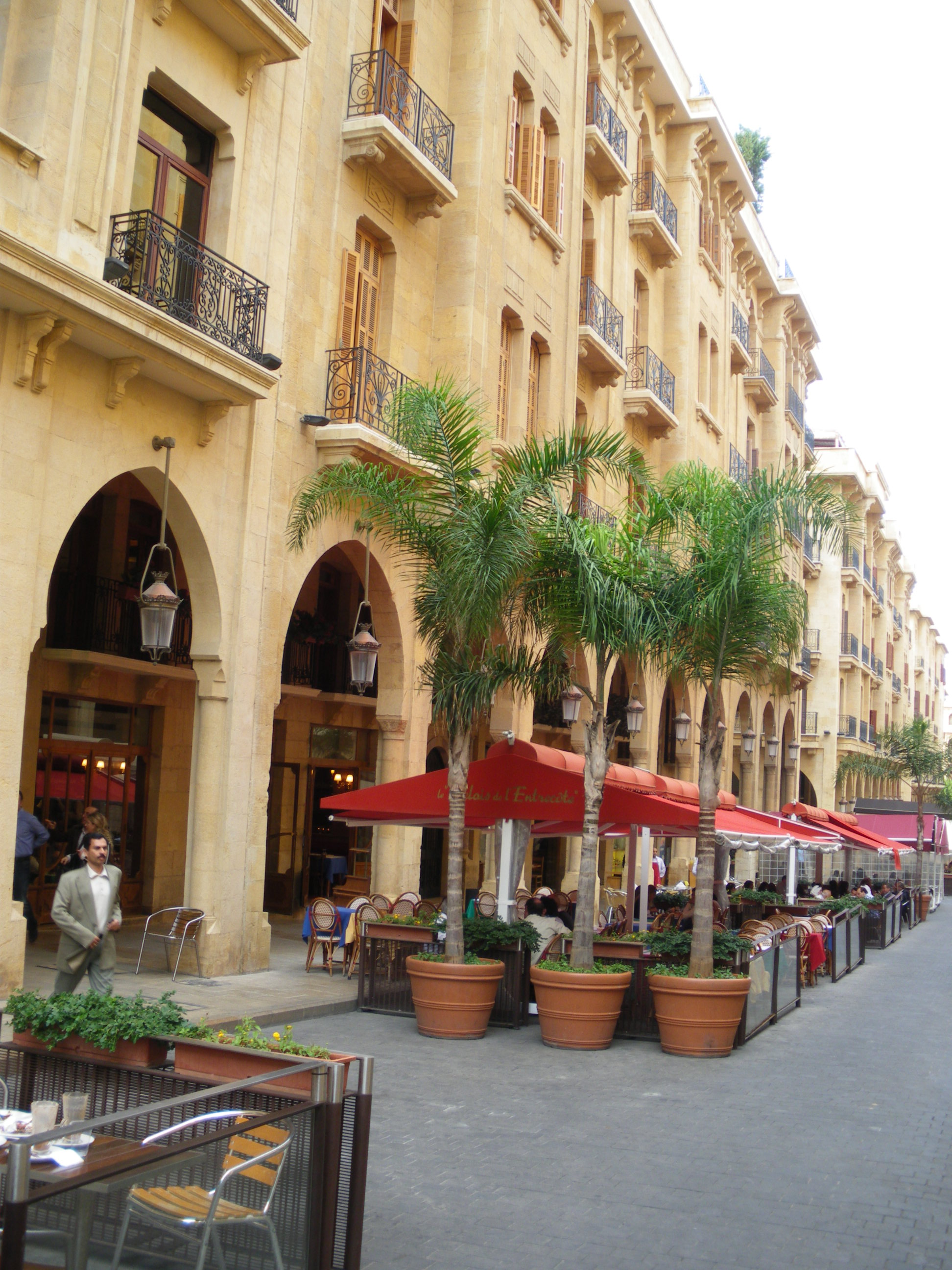
Cafés de la rue Maarad.

La rue Maarad (شارع المعرض) est une rue du centre-ville de Beyrouth.

## Situation et accès
C'est une artère d'un secteur financier, commercial et administratif d'importance de la capitale libanaise . 
La rue commence place Riad as-Solh et se termine place Nedjmeh (place de l'Étoile), où se trouve le parlement du Liban. La zone Nedjmeh-Maarad se distingue par ses édifices de pierre, ses rues radiales et ses ruelles. Aujourd'hui, la zone est fort dynamique, avec des boutiques, des banques, des bureaux et une grande palette de restaurants, de cafés à la mode, de bars et de discothèques. Ses arcades rappelant la rue de Rivoli à Paris datent des années 1920.

## Origine du nom
Son nom signifie en arabe « rue de l'Exposition » en souvenir de l'exposition internationale de Beyrouth de 1921.

## Historique
Gravement endommagée pendant la guerre de 1975-1990, la rue a été réhabilitée et piétonnisée, grâce à une immense opération immobilière menée par la compagnie Solidere. Les édifices de la rue et des environs sont restaurés afin de préserver le caractère architectural historique de l'endroit. 

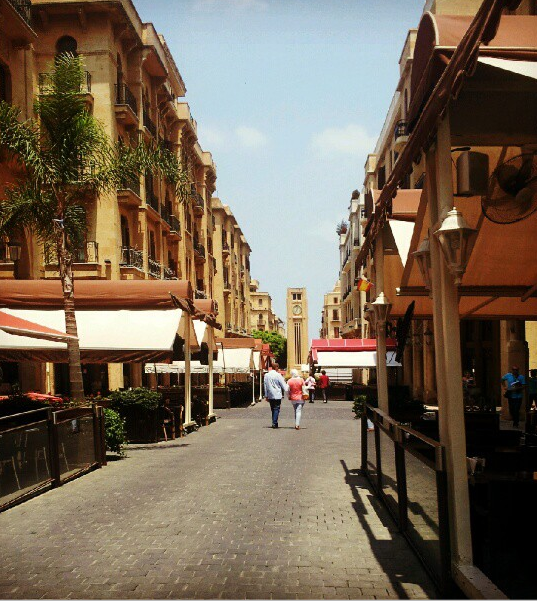
La rue Maarad avec au fond la tour de l'Horloge de la place de l'Étoile.

La rue et ses environs occupent les lieux d'une ancienne forteresse médiévale entre le  grand sérail d'architecture ottomane et le quartier Foch-Allenby. La zone présente une architecture du début du XXe siècle qui combine les éléments classiques de l'architecture islamique avec l' art nouveau et l'art déco, reflet du passage de l'Empire ottoman au mandat français au Liban.
Aujourd'hui le nom de la rue est « rue Maarad-Jacques Chirac ».

## Bâtiments remarquables et lieux de mémoire

### Dans la littérature

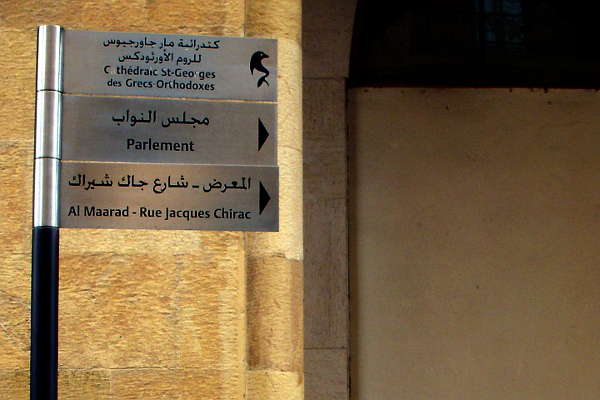
Plaques de la rue Maarad

- Le Laboureur des eaux de Hoda Barakat : « Je suis allé rue Maarad, pensant que j'arriverais à la rue Weygand et de là, je rentrerais chez moi pour planter les pousses avant qu'elles ne fanent. »